# Rio Grande de Buba

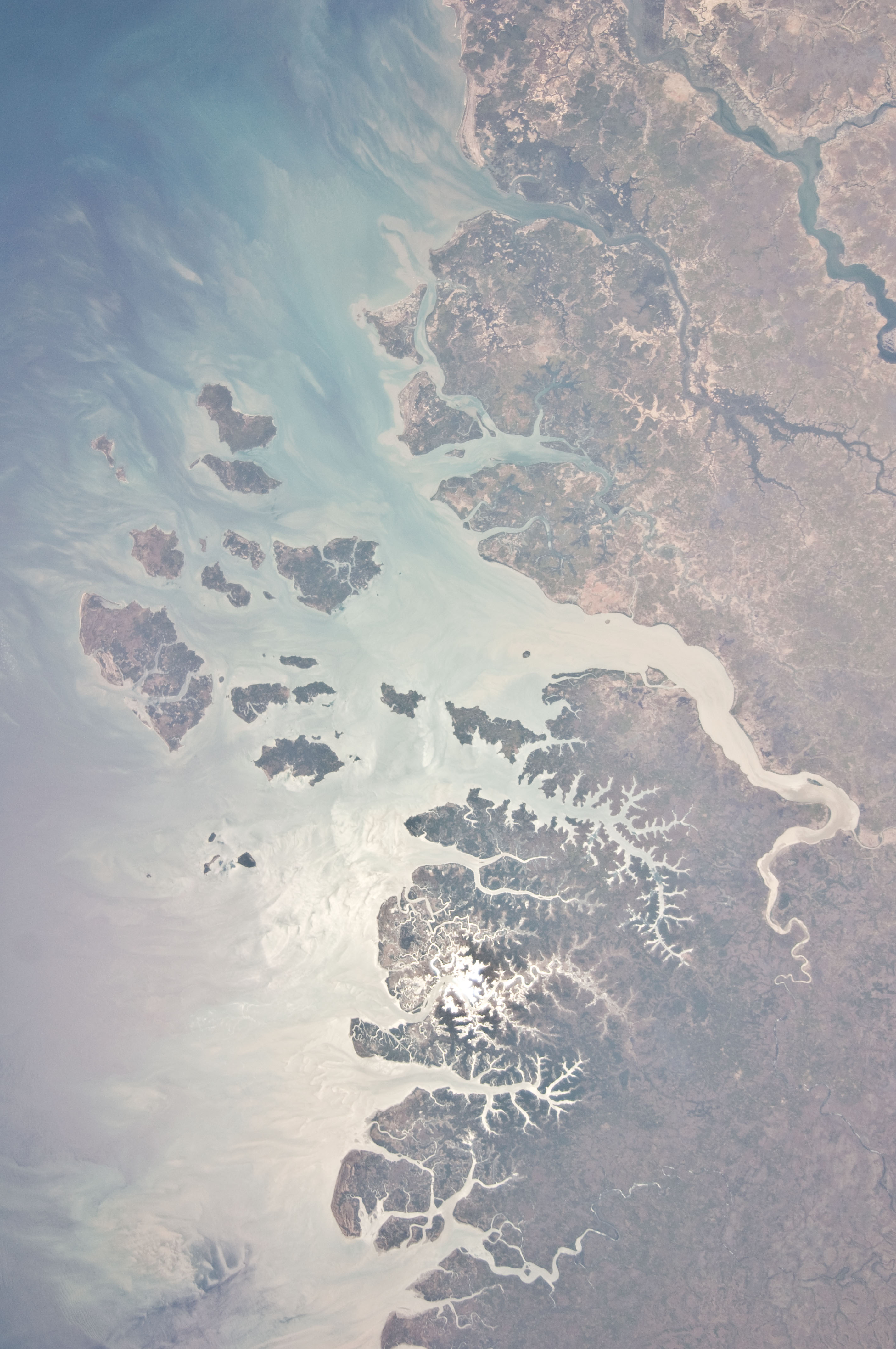
Die Mündung des Geba (Mitte, glatter Rand) und darunter der Rio Grande de Buba (stark verästelt)

Der Rio Grande de Buba (deutsch: „Großer Fluss von Buba“) ist eine tief ins Landesinnere reichende Meeresbucht (Ria) in Guinea-Bissau.

## Geografie
Der sehr stark verästelte Rio Grande de Buba liegt im Süden von Guinea-Bissau in den Regionen Quinara und Bolama. Mit einer Länge von 52 km und einer Breite von 4 km an der Mündung umfasst er eine Gesamtfläche von 271 km². Er öffnet sich zu der Insel Bolama mit der ehemaligen Hauptstadt Guinea-Bissaus Bolama und dem Bissagos-Archipel.
Trotz der ähnlichen Erscheinung und seines Namens ist der Rio Grande de Buba kein Mündungsgewässer eines Flusses, wie es bei einem Ästuar der Fall wäre. Es ist eine Ria, eine durch Überflutung eines ehemaligen Flusstals entstandene langgestreckte Meeresbucht. Das Einzugsgebiet des Rio Grande de Buba erstreckt sich nicht weit über den Wasserkörper hinaus. Daher hat er nur sehr begrenzte Süßwasserzuflüsse.

## Ökologie
Die Ufer des Mittelarms sind fast durchgehend von einem etwa zehn Meter breiten Streifen aus Mangrovenbäumen (3 Familien und 5 Arten) gesäumt. Die Landfauna, die Vogelwelt und die Wasserfauna dieses Gebiets sind äußerst reich und vielfältig. Er ist ein bevorzugtes Laich-, Rückzugs- und Schutzgebiet für mehrere Arten. Vor seiner Mündung liegt der Bijagos-Archipel, der mit ihm in Verbindung steht. Der Rio Grande de Buba ist eines der bevorzugten Laichgebiete für Barrakudas (Guinea-Barrakuda  und Guachanche-Barrakuda) in Westafrika.
Zwischen dem oberen Abschnitt des Rio Grande de Buba und dem Corubal erstreckt sich der Parque Natural das Lagoas de Cufada.

## Wirtschaft
Der Rio Grande de Buba ist von großer Bedeutung für die lokale Fischerei. Darüber hinaus wird seit 2007 der Bau eines Tiefseehafens bei dem Ort Buba geplant, was durch die Tiefe der Ria begünstigt ist. Allerdings stockt bisher (2022) die Umsetzung.

## Salinität
Die Küste der gesamten Region um Guinea-Bissau ist stark von Ästuarien und Rias geprägt. Insbesondere nördlich, an den Mündungen von Flüssen wie dem Gambia und insbesondere am Casamance, wurde beobachtet, dass bei Trockenheit die Salinität tief im Landesinneren durch Verdunstung diejenige des Meerwassers übertreffen kann.
Dieser Effekt wurde, wenn auch in verringertem Maß, am Rio Grande de Buba ebenfalls beobachtet. Er ist ungewöhnlich tief, und dies bis weit ins Landesinnere. Er erreicht Tiefen von 30 m im unteren Teil, 20 m im oberen und Senken im mittleren Teil von bis zu 60 m. Der Gezeitenhub ist hoch, mit 6 m bei Springtiden und 2 m bei Nipptiden. Dadurch ergibt sich eine hohe Strömungsgeschwindigkeit von 82,6 cm/s bei Ebbe und 65,4 cm/s bei Flut, wobei viel Wasser mit dem Meer ausgetauscht wird. Dennoch ließen sich während der Dürre im Sahel 1984 Salzkonzentrationen von bis zu 40 g/l messen.

## Entdeckung
Der Rio Grande de Buba wurde neben anderen Gewässern der Region um den Jahreswechsel 1455/1456 von Antoniotto Usodimare als erstem Europäer entdeckt.